# Pot Black de 2007
El Pot Black de 2007 fue un torneo de snooker que se celebró en Sheffield el 6 de octubre de 2007. Fue la vigesimocuarta y última edición de Pot Black, disputado por primera vez en 1969. Ken Doherty, que se impuso a Shaun Murphy en la final, se proclamó campeón.

## Resultados
Recalcado en negrita figura el ganador de cada partido; todos se disputaron a una mesa.
|  | cuartos de final | cuartos de final |              |    | semifinales | semifinales |  |  | final | final |
|  |                  |                  |              |    |             |             |  |  |       |       |
|  |                  |                  |              |    |             |             |  |  |       |       |
|  |                  |                  |              |    |             |             |  |  |       |       |
|  | Peter Ebdon      | 4                |              |    |             |             |  |  |       |       |
|  | Peter Ebdon      | 4                |              |    |             |             |  |  |       |       |
|  | Shaun Murphy     | 74               |              |    |             |             |  |  |       |       |
|  | Shaun Murphy     | 74               | Shaun Murphy | 63 |             |             |  |  |       |       |
|  |                  |                  | Shaun Murphy | 63 |             |             |  |  |       |       |
|  |                  | Stephen Hendry   | 0            |    |             |             |  |  |       |       |
|  | Stephen Hendry   | Stephen Hendry   | 0            | 63 |             |             |  |  |       |       |
|  | Stephen Hendry   |                  |              | 63 |             |             |  |  |       |       |
|  | Neil Robertson   | 45               |              |    |             |             |  |  |       |       |
|  | Neil Robertson   | 45               | Shaun Murphy | 36 |             |             |  |  |       |       |
|  |                  |                  | Shaun Murphy | 36 |             |             |  |  |       |       |
|  |                  | Ken Doherty      | 71           |    |             |             |  |  |       |       |
|  | Ken Doherty      | Ken Doherty      | 71           | 72 |             |             |  |  |       |       |
|  | Ken Doherty      |                  |              | 72 |             |             |  |  |       |       |
|  | John Higgins     | 20               |              |    |             |             |  |  |       |       |
|  | John Higgins     | 20               | Ken Doherty  | 79 |             |             |  |  |       |       |
|  |                  |                  | Ken Doherty  | 79 |             |             |  |  |       |       |
|  |                  | Graeme Dott      | 80           |    |             |             |  |  |       |       |
|  | Mark Williams    | Graeme Dott      | 80           | 1  |             |             |  |  |       |       |
|  | Mark Williams    |                  |              | 1  |             |             |  |  |       |       |
|  | Graeme Dott      | 80               |              |    |             |             |  |  |       |       |
|  | Graeme Dott      | 80               |              |    |             |             |  |  |       |       |